# Digital Cable Group
Die Digital Cable Group AG (DCG) ist ein Zusammenschluss folgender Schweizer Kabelnetzbetreiber:
- Quickline AG, Nidau
- GGA Maur, Binz
- SASAG Kabelkommunikation AG, Schaffhausen
- Stadtantennen AG, Baar
- TBS Telekom AG, Suhr
- WWZ Telekom AG, Zug

Die DCG bereitet für die oben genannten Netze und für weitere Partnernetze digitale Fernseh- und Radiosignale auf. Das Angebot umfasst derzeit über 260 Fernsehkanäle davon über 100 in HD sowie etwa 200 Radioprogramme. Die Signale stehen derzeit ca. 500'000 Haushaltungen in den Regionen Aargau, Bern, Greifensee-Pfannenstiel, Schaffhausen, Solothurn, Oberwallis und Zug zur Verfügung.

## Verschlüsselung
Die Digital Cable Group verwendet zur Verschlüsselung ihrer Bezahlfernseh-Kanäle das von der norwegischen Telekom Telenor entwickelte Verschlüsselungssystem Conax. Früher wurde auch Nagravision eingesetzt.